# صومعة سفلي (مراغة)
صومعة سفلي هي قرية في مقاطعة مراغة، إيران. عدد سكان هذه القرية هو 1,713 في سنة 2006.